# Cao Văn Luận
Phaolô Cao Văn Luận (1908 - 1986) là một giáo sư, linh mục Công giáo, người tham gia sáng lập và là viện trưởng Viện Đại học Huế, tác giả hồi ký Bên giòng lịch sử 1940 - 1965.

## Tiểu sử
Ông sinh vào năm 1908, tại Hà Tĩnh, trong một gia đình Công giáo lâu đời. Thuở nhỏ, ông tu học tại chủng viện Xuân Bích, Hà Nội. Khoảng năm 1939, ông được thụ phong linh mục, sau đó được cấp học bổng du học tại Đại học Sorbonne. Từ năm 1939 đến năm 1942, ông theo học Triết và Văn chương, đậu cử nhân năm 1942. Sau đó ông học ở trường Á Đông Sinh ngữ và tốt nghiệp ở trường này năm 1945.
Ông tập hợp các tổ chức sinh viên Việt Nam tại Pháp và các Việt kiều thành một hội duy nhất, lấy tên là Hội Liên hiệp những người Đông Dương tại Pháp (Fédération Des Indochinois de France), với vị chủ tịch đầu tiên là Trần Hữu Phương, cùng các hội viên sáng lập như nhà triết học Trần Đức Thảo, nhà sử học Phạm Huy Thông, hai anh em Hoàng Xuân Hãn, Hoàng Xuân Nhị (em Hoàng Xuân Hãn).
Năm 1947, Cao Văn Luận về nước làm cha xứ tại một họ đạo ở huyện Tuyên Hóa, tỉnh Quảng Bình. Năm 1949, ông vào Huế dạy triết học tại trường Quốc học.
Ông có mối quan hệ xã hội sâu rộng trong và ngoài nước. Ông có đóng góp lớn cho xã hội qua việc thành lập 2 cơ sở giáo dục đại học tại Huế.
Năm 1957, theo đề xuất của Tổng thống Ngô Đình Diệm, Cao Văn Luận cùng một số trí thức miền Trung vận động thành lập Viện Đại học Huế và giữ chức Viện trưởng Viện Đại học Huế từ tháng 7 năm 1957 đến năm 1963. Sau đó ông tiếp tục vận động thành lập Đại học Y khoa Huế.
Tháng 8 năm 1963, Cao Văn Luận bị chính quyền Ngô Đình Diệm cách chức viện trưởng vì cho rằng ông không có biện pháp cứng rắn đối phó với sinh viên Phật giáo đấu tranh chống chế độ.
Sau Cuộc đảo chính tại Việt Nam Cộng hòa năm 1963, Cao Văn Luận quay lại làm viện trưởng Đại học Huế trong một thời gian ngắn từ tháng 11 năm 1963 - tháng 9 năm 1964, sau đó ông giảng dạy tại Đại học Văn khoa Sài Gòn cho đến năm 1975.
Ông mất ngày 20 tháng 7 năm 1986 tại Hoa Kỳ.

## Tác phẩm
- Tâm lý học (1958)
- Luận lý học và Siêu hình học (1958)
- Đạo đức học (1959)
- Danh từ triết học (1959)
- Henri Bergson (1961)
- Bên giòng lịch sử - Hồi ký 1940 - 1965 (1971)